# Вотертаун (Міннесота)
Вотертаун (англ. Watertown) — місто (англ. city) в США, в окрузі Карвер штату Міннесота. Населення — 4659 осіб (2020).

## Географія
Вотертаун розташований за координатами 44°57′37″ пн. ш. 93°50′38″ зх. д. / 44.96028° пн. ш. 93.84389° зх. д. (44.960214, -93.843921).  За даними Бюро перепису населення США в 2010 році місто мало площу 6,84 км², з яких 6,72 км² — суходіл та 0,12 км² — водойми.

## Демографія
Згідно з переписом 2010 року, у місті мешкало 4205 осіб у 1564 домогосподарствах у складі 1075 родин. Густота населення становила 615 осіб/км².  Було 1697 помешкань (248/км²).
Расовий склад населення:
| - 95,8 % — білих - 0,8 % — азіатів - 0,4 % — корінних американців - 0,3 % — чорних або афроамериканців |

До двох чи більше рас належало 2,1 %. Частка іспаномовних становила 1,7 % від усіх жителів.
За віковим діапазоном населення розподілялося таким чином: 29,5 % — особи молодші 18 років, 60,8 % — особи у віці 18—64 років, 9,7 % — особи у віці 65 років та старші. Медіана віку мешканця становила 34,3 року. На 100 осіб жіночої статі у місті припадало 96,7 чоловіків;  на 100 жінок у віці від 18 років та старших — 97,5 чоловіків також старших 18 років.
Середній дохід на одне домашнє господарство  становив 79 858 доларів США (медіана — 53 789), а середній дохід на одну сім'ю — 111 184 долари (медіана — 91 406). Медіана доходів становила 55 333 долари для чоловіків та 43 333 долари для жінок. За межею бідності перебувало 15,6 % осіб, у тому числі 22,3 % дітей у віці до 18 років та 10,6 % осіб у віці 65 років та старших.
Цивільне працевлаштоване населення становило 2181 осіб. Основні галузі зайнятості: освіта, охорона здоров'я та соціальна допомога — 24,3 %, будівництво — 13,3 %, виробництво — 10,3 %, мистецтво, розваги та відпочинок — 9,8 %.